# Bjala (Roese)
Bjala (Bulgaars: Бяла) is een stad met 7459 inwoners in het noordoosten van Bulgarije in de oblast Roese. Het is de hoofdplaats van de gelijknamige gemeente Bjala. Bjala in  oblast  Roese dient niet verward te worden met de gemeente  Bjala, in  oblast  Varna.

## Bevolking
Sinds de val van het communisme neemt het bevolkingsaantal in Bjala in een snel tempo af.
| stad Bjala     | 6.312  | 6.352  | 7.854  | 9.362  | 10.555 | 11.033 | 11.222 | 10.074 | 8.457  | 7.459  |
| gemeente Bjala | 21.427 | 22.227 | 23.059 | 22.688 | 21.655 | 20.268 | 19.348 | 17.004 | 13.467 | 11.958 |